# 사원인

아리스토텔레스의 사원인설을 표로 나타낸 것

사원인, 사원인설, 4대 원인론은 아리스토텔레스주의에서 질료인/원질원인(質料因, material), 형상인/체형원인(形相因, formal), 동력인/작동원인(動力因, efficient), 목적인/목적원인(目的因, final)을 가리킨다. 아리스토텔레스는 우리가 이유, 즉 원인을 파악할 때까지 사물을 알지 못한다고 썼다. 원인을 식별하는 것이 어려운 경우들이 있지만 아리스토텔레스는 자신의 4가지 원인이 일반적인 적용 가능성의 분석적 계획을 제공하였다고 주장했다.

## 같이 보기
- 인류 원리
- 생물기호학
- 틴버겐의 네 가지 질문
- 수렴 진화
- 소크라테스
- 목적론